# Federico Carrizo
Federico Carrizo (Villa Giardino, 17 maggio 1991) è un calciatore argentino, centrocampista del Cerro Porteño.

## Carriera

### Club
Prodotto delle giovanili del Rosario Central, il Boca Juniors ne rileva le prestazioni in cambio di 2 milioni di euro.

## Palmarès

### Club

#### Competizioni nazionali
- Primera B Nacional: 1

Rosario Central: 2012-2013
- Copa Argentina: 1

Rosario Central: 2017-2018